# Knotting and Souldrop
Knotting and Souldrop är en civil parish i Storbritannien.   Den ligger i kommunen Borough of Bedford i  riksdelen England, i den sydöstra delen av landet, 90 km norr om huvudstaden London.